# Buzin
Buzin – wieś w środkowej Chorwacji, na terenie miasta Zagrzeb. Miejscowość w 2011 roku liczyła 1055 mieszkańców, w czym 517 to mężczyźni, a 538 to kobiety.